# HD 3443
HD 3443 är en dubbelstjärna belägen i den södra delen av stjärnbilden Valfisken. Den har en kombinerad skenbar magnitud av ca 5,57 och är svagt synlig för blotta ögat där ljusföroreningar ej förekommer. Baserat på parallaxmätning inom Hipparcosuppdraget på ca 64,9 mas, beräknas den befinna sig på ett avstånd på ca 50 ljusår (ca 15 parsek) från solen. Den rör sig bort från solen med en heliocentrisk radialhastighet på ca 19 km/s.

## Egenskaper
Primärstjärnan HD 3443 A är en gul till vit stjärna i huvudserien av spektralklass G9 V. Den har större överskott av syre med 140 procent av solens, men större underskott av tyngre element med en halt av järn av 75 procent av solens. Den har en massa som är ca 0,9 solmassor, en radie som är ca 0,9 solradier och har ca 1,2 gånger solens utstrålning av energi från dess fotosfär vid en effektiv temperatur av ca 5 450 K.
Dubbelstjärnan, med en omloppsbana med en halv storaxel av 8,9 AE, och en excentricitet av 0,235 har fram till 2020 inte kunnat beläggas med någon omgivande stoftskiva. Medan den beboeliga zonen kring stjärnorna sträcker sig från 0,55 till 0,95 AE från stjärnorna, skulle planetariska banor med en halv storaxel större än 1,87 AE bli instabila på rund av påverkan från den binära följeslagaren.